# Serafin (anioł)

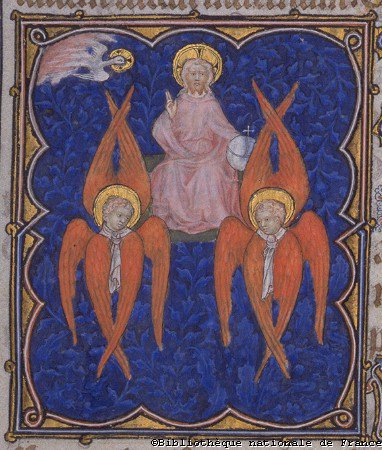
Bóg i dwa serafiny. Iluminacja z XIV-wiecznego manuskryptu Petites Heures de Jean de Berry

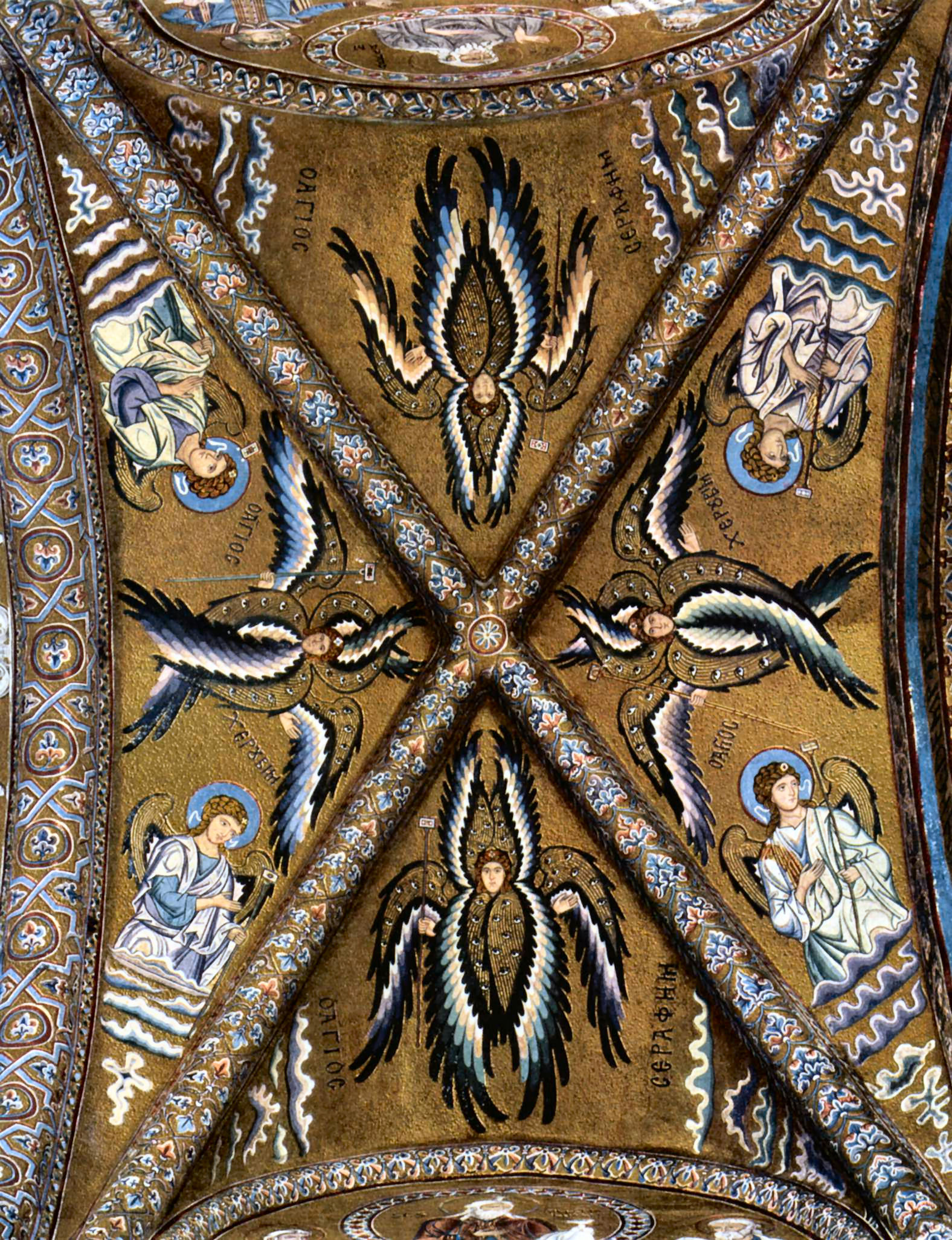
Serafy w katedrze w Cefalù, mozaika z ok. 1150 roku

Serafin lub Seraf (z hebr. l.p. שׂרף seraf, l.mn. שׂרפים serafim) – istota biblijna wymieniona w Starym Testamencie przez proroka Izajasza (Iz 6,1-3):

(…) ujrzałem Pana siedzącego na wysokim i wyniosłym tronie, a tren Jego szaty wypełniał świątynię. Serafiny stały ponad Nim; każdy z nich miał po sześć skrzydeł; dwoma zakrywał swą twarz, dwoma okrywał swoje nogi, a dwoma latał. I wołał jeden do drugiego: Święty, Święty, Święty jest Pan Zastępów. Cała ziemia pełna jest Jego chwały» (Iz 6, 1-3)

Słowa, które wypowiadały serafiny, są częścią hymnu Sanctus śpiewanego podczas Eucharystii w wielu obrządkach chrześcijańskich. Teologia katolicka oraz prawosławna przypisuje temu hymnowi istotne znaczenie: jako część anafory stanowi element wielbiący Boga, przypominający o tym, że liturgia ziemska jest odbiciem i uobecnieniem liturgii niebiańskiej, dokonującej się przed tronem Boga.

## Etymologia
Hebrajski rzeczownik שרף (saraf) zwykle łączony jest z czasownikiem להישרף (lehisaref) oznaczającym spalać się, płonąć. W ten sposób sugerowano, że serafini to istoty mające jakiś związek z ogniem (powstały z bezdymnego ognia). Serafowie (i pokrewni im cherubowie) nie pełnili funkcji posłańców Bożych (aniołów). Sama Biblia bowiem nigdzie nie mówi o serafach jako o istotach będących aniołami. To utożsamienie jest znacznie późniejsze (obecne np. w pismach Pseudo-Dionizego Areopagity) i wynika prawdopodobnie z chęci swoistego uporządkowania świata istot nadprzyrodzonych i oddania ich pod władzę jedynego Boga.

## Klasyfikacja
W tradycji chrześcijańskiej otrzymały w klasyfikacji aniołów pierwsze miejsce, jako członkowie jednego z dziewięciu chórów anielskich, które to chóry stanowią anielską hierarchię przedstawiającą się następująco:
- serafini,
- cherubini,
- trony,
- panowania,
- moce,
- władze,
- zwierzchności,
- archaniołowie,
- aniołowie (stróże).